# 꼬방동네 사람들
"꼬방동네 사람들"은 이철용(필명 이동철)의 동명 소설을 원작으로 한, 배창호 감독의 1982년 영화이다. 배창호의 감독 데뷔작이다.

## 출연진
- 김보연 : 명숙 역
- 안성기 : 김주석 역
- 김희라 : 강태섭 역
- 공옥진 : 강씨 역 (특별출연)
- 송재호 : 목사 역
- 김형자
- 이인옥
- 홍성민
- 조주미
- 추석양 : 마씨 역
- 김성찬
- 천동석 : 김준일 역
- 이재진
- 김경란
- 김지영
- 권일정
- 양일민
- 박종설
- 박용발